# Industrias Pampero
Industrias Pampero, C.A. es una destilería de ron establecida en 1938 en Venezuela. Pampero está compuesto al 100% de ron oscuro venezolano, una mezcla de varios rones en barrica de roble blanco durante un mínimo de  años. Junto con el ron Diplomático, Ron Cacique y Ron Santa Teresa, han contribuido a que Venezuela se haya convertido en uno de los 10 mayores productores y exportadores de ron del mundo. Los principales mercados de Pampero son Italia, España y la propia Venezuela. Su principal planta de producción está situada en la "Hacienda La Guadalupe", de propiedad familiar desde el siglo XIX, hoy conocido como el "Complejo Licorero del Centro", en Ocumare, en el estado de Miranda, en la región de los valles del río Tuy, cercano a los fértiles llanos centrales.
"Ron Pampero" se conoce en Venezuela como "Caballito Frenao", en referencia a su popular logotipo, un llanero a lomo de un caballo salvaje blanco de los Llanos venezolanos, una escena comparable al del gaucho en las llanuras argentinas o pampas, de ahí su nombre, "Pampero".

## Historia
Pampero fue creado en 1938 por Alejandro Hernández, hijo de un pescador de la Isla de Margarita. 
Pampero es conocido por haber establecido los estándares de la producción de ron en Venezuela, y fue el primer ron en ganarse el calificativo ‘Añejo’ por el gobierno venezolano. Alejandro Hernández se dedicaría más tarde a la política llegando a ser gobernador del estado de Nueva Esparta y fue incluso candidato presidencial. 
A pesar de la creencia de su larga tradición, las Industrias Pampero, C.A. ya no es una empresa venezolana. Después de haber pertenecido a United Distillers durante unos años, pasó a formar parte de Diageo, el mayor holding de bebidas alcohólicas del mundo.   
Los rones Pampero han conseguido galardones internacionales de importancia, incluyendo el Gold Award Premium durante varios años, y más recientemente, el premio como mejor ron de la Séptima edición de la San Francisco World Spirits Competition.

## Productos
Todos los rones de Pampero, siendo añejos, suelen tener un color dorado (excepto el Pampero Blanco, el cual es incoloro) debido a la maduración en barricas de roble durante varios años, dependiendo del tipo de ron.   
- Pampero Oro (Gold)
- Pampero Ron Añejo Especial
- Pampero Ron Añejo Aniversario, conocido por su botella con forro de cuero
- Pampero Blanco
- Pampero Selección 1938 Ron Añejo